# Bảo tàng Emeryk Hutten-Czapski
Bảo tàng Emeryk Hutten-Czapski (cũng được gọi là Bảo tàng Czapski) là một chi nhánh của Bảo tàng Quốc gia Kraków, 12 Phố Pilsudski, Kraków.
Bá tước Emeryk Hutten-Czapski, (sinh ngày 17 tháng 10 năm 1828 tại Stankow tại Minsk, mất ngày 23 tháng 7 năm 1896 tại Kraków) là phó Thống đốc của St Petersburg và là một nhà sưu tầm sách, in ấn và hóa tệ học. Ông đã xây dựng bộ sưu tập của mình tại gia đình của mình ở Stankow, ngày nay ở Belarus. Lo sợ cho sự an toàn của bộ sưu tập, vì gần với Nga, ông đã chuyển bộ sưu tập sang Cracow. Năm 1894, ông đã mua một cung điện từ thế kỷ 19, trên phố 12 Pilsudski ngày nay, và xây dựng bổ sung để lưu giữ bộ sưu tập của mình. Cá nhân ông đã lập danh mục các bộ sưu tập. Ông qua đời vào năm 1896, trước khi xây dựng kết thúc. Vợ của ông, Nam tước phu nhân Elzbieta Meyendorff, đã hoàn thành việc xây dựng bổ sung, vào năm 1904, theo yêu cầu của chồng bà, đã tặng bộ sưu tập cho thành phố Cracow. Bảo tàng trưng bày huy hiệu Czapski ở bên ngoài, cùng với dòng chữ trên bàn đạp: "Monumentis Patriae Naufragio Ereptis" (Di tích yêu nước được cứu khỏi sự hủy diệt của cơn bão).
Bộ sưu tập ban đầu chứa hơn 11.000 đồng xu, huy chương, đơn đặt hàng, bản in và sách. Sau cái chết của Bogdan Hutten-Czapski, cháu trai của Emeryks, bộ sưu tập sách và bản in lớn của ông đã được thêm vào thư viện bảo tàng. Bảo tàng liên tục nhận được sự đóng góp hào phóng từ các nhà sưu tập tiền xu khác. Những đóng góp quan trọng đến từ Wiktor Wittyg, Zygmunt Zakrzewski, Franciszek Piekosinski, Karol Halama, và Piotr Uminski, trong số những người khác. Khi Chiến tranh thế giới thứ nhất bùng nổ, năm 1914, bộ sưu tập được cất giữ kỹ trong thùng. Bảo tàng được mở cửa trở lại vào năm 1917 và một lần nữa vào đầu Thế chiến II, năm 1939, đã bị đóng cửa và bộ sưu tập một lần nữa được bảo vệ. Từ năm 1939, bảo tàng vẫn đóng cửa cho công chúng. Với sự tài trợ từ Quỹ phát triển khu vực châu Âu của Cộng đồng kinh tế châu Âu, dự án của Trung tâm toán học châu Âu ở Cracow có thể được hoàn thành, và bảo tàng và khu vườn được khôi phục lại và được mở cửa một lần nữa vào năm 2013. Bảo tàng đã được cải tạo thành một bảo tàng đẳng cấp thế giới với màn hình cảm ứng xuyên suốt, giải thích các triển lãm khác nhau bằng tiếng Ba Lan và tiếng Anh.
Vào tháng 4 năm 2016, trên các khu vườn của bảo tàng, một gian tưởng niệm đã được dựng lên để tưởng nhớ cháu trai của Emeryk, ông Jozef Czapski. Jozef là một trí thức, nhà văn, họa sĩ và nhà phê bình nổi tiếng người Ba Lan. Gian hàng hiện đại trưng bày nhật ký, tranh vẽ của Czpaski, và chứa nhiều bài thuyết trình đa phương tiện khác nhau. Bố cục của triển lãm thường trực Pavilion Gian được thiết kế bởi Krystyna Zachwatowicz và chồng bà, đạo diễn phim Andrjey Wajda.